# 渡邉悠斗
渡邉 悠斗（わたなべ ゆうと、2002年7月7日 - ）は、東京都福生市出身のプロ野球選手（内野手）。右投右打。広島東洋カープ所属。

## 経歴

### プロ入り前
福生市立福生第三小学校で野球を始め、福生市立福生第一中学校時代は福生シニアでプレー。高校は堀越高等学校に進学し野球部に所属、1年秋からベンチ入り。高校時代は甲子園大会本戦への出場はなかった。
高校卒業後は北東北大学野球連盟の強豪、岩手県の富士大学に進学。小学、中学、高校と捕手一筋で、堀越高校時代は強肩強打の捕手としてならしていたが、富士大学では同期に、捕手としての技量は自分より上だと渡邉も認めた坂本達也（2024年巨人育成1位指名）がいたため、主に一塁を守った。1年秋から大学リーグ戦に出場、大学2年の冬に富士大学の安田慎太郎監督からバット軌道の指導を受け技術面が改善、さらに肉体改造に努め体重が12kgキロ増え打力が飛躍的に向上した。3年秋の大学リーグには捕手で出場し打率.439で首位打者、ベストナインを獲得。4年春の大学リーグには一塁手で出場、最多本塁打と最多打点を記録し、優秀選手、ベストナインと合せて個人4冠に輝いた。
渡邉自身は4年春までは社会人野球に進むことも考えていたものの、リーグ戦の好結果を受けてプロ志望届を提出、10月24日の2024年ドラフト会議にて広島東洋カープより4位指名を受けた。担当スカウトは近藤芳久。なお、富士大同期の佐藤柳之介も、同会議で広島より2位指名を受けプロでもチームメイトとなることになり、渡邊は「同じ大学からプロの同じチームとなることに感動してますし、楽しみです」と語った。11月1日に富士大学にて白武佳久スカウト統括部長と近藤スカウトより、佐藤と共に指名挨拶を受け、同月29日に同じく佐藤と共に花巻市内のホテルで入団交渉に臨み、契約金4000万円、年俸800万円（金額は推定）の条件で入団に合意した。背番号は49。
ドラフト後の明治神宮野球大会東北地区代表決定戦では、準決勝戦、決勝戦と決勝打を放ち明治神宮本大会出場に貢献した。本大会1回戦では4打席1安打にとどまり、他のメンバーの不調もありチームは1回戦で敗退した。

## 選手としての特徴
高校から大学2年までポジションは捕手だったが、大学3年以降は一塁手として出場した。三塁手もこなす。ドラフト会議では内野手として指名されたが、広島入団後は捕手に再挑戦している
高校、大学の7年間で一度も怪我をしたことがない丈夫な身体の持ち主。50メートル走のタイムは6秒6、遠投は120ｍを記録する。
目標とするプロ野球選手に、鈴木誠也、岡本和真、牧秀悟、新井貴浩を挙げている。入団会見時にはプロでの目標として、シーズン打率3割・30本塁打・100打点の達成と三冠王の獲得を述べた。

## 人物
趣味はサウナと睡眠。
好きな俳優は堀田真由、好きなアーティストはあいみょん。

## 詳細情報

### 背番号
- 49（2025年[11] - ）